# Eliza Dydyńska-Czesak
Trwa dyskusja nad usunięciem tego biogramu, kliknij i weź w niej udział.
Eliza Wiktoria Dydyńska-Czesak (ur. 17 czerwca 1991 w Krakowie) – krakowska polityk samorządowa. Radna Miasta Krakowa IX kadencji (od 2024).

Eliza Dydyńska-Czesak (2024)

## Życiorys
Ukończyła XIII Liceum Ogólnokształcące im. Bohaterów Westerplatte w Krakowie oraz studia na Wydziale Studiów Międzynarodowych i Politycznych UJ.
W 2024 otwierała listę KWW Łukasza Gibały „Kraków dla Mieszkańców” w okręgu nr 7 i uzyskała mandat radnej Rady Miasta Krakowa, objęła funkcję wiceprzewodniczącej Komisji Kultury i Ochrony Zabytków. Zasiada w komisjach: Innowacji, Metropolii i Rozwoju Gospodarczego, Ochrony Środowiska, Polityki Społecznej i Senioralnej, Kultury i Ochrony Zabytków, Skarg, Wniosków i Petycji, Promocji i Turystyki, Edukacji.
W grudniu 2024 zorganizowała debatę "Nowa Huta na liście światowego dziedzictwa UNESCO?", mającą być kontynuacją starań o wpis Nowej Huty na listę.

## Realizowana działalność i inicjatywy w Radzie Miasta Krakowa
Jako referentka bardzo ambitnej uchwały antyhałasowej lobbowała za jej wprowadzeniem. Uchwała została pomyślnie przegłosowana przez Rade Miasta Krakowa.

Zabiegała o przedłużenie wyższych dotacji dla przedszkoli niesamorządowych, argumentując, że brak wsparcia zaszkodzi jakości edukacji przedszkolnej.

Wiceprzewodnicząca komisji kultury opowiadała się za wsparciem Teatru Variété, podkreślając jego znaczenie dla życia kulturalnego Krakowa i ostrzegając przed jego potencjalną likwidacją w imię oszczędności budżetowych.

Wspierała z powodzeniem młodzież XXI Liceum Ogólnokształcącego w walce o nie przenoszenie siedziby liceum.

Cały czas nagłaśnia sprawę zagrażających bezpieczeństwu motorowerów poruszających się po chodnikach i drogach rowerowych oraz konieczność wprowadzenia w Krakowie opłaty turystycznej.

Od lutego 2025 roku zasiada w Radzie Społecznej Szpitala Specjalistycznego im. Stefana Żeromskiego SPZOZ w Krakowie.

## Wyniki wyborcze
| Wybory | Komitet wyborczy                           | Organ                           | Okręg | Wynik         |
| ------ | ------------------------------------------ | ------------------------------- | ----- | ------------- |
| 2024   | KWW Łukasz Gibały "Kraków dla Mieszkańców" | Rada Miasta Krakowa IX kadencji | nr 7  | 1 397 (4,42%) |